# Izin körem
«Izin körem» (en kazajo: Ізин корем, lit. 'Veo sus pistas') es una canción pop kazaja, con elementos tomados de la música tradicional, escrita por Zjanar Duğalova y Rinat Zaitov e interpretada por Zjanar Duğalova. La canción fue la ganadora de la segunda edición del Festival de la Canción de Turkvisión en Kazán en 2014.
Según Duğalova, la letra de la canción trata sobre cómo, incluso si vives en un mundo moderno, no debes olvidar que «eres descendientes de grandes hombres como Abaj y Jambıl». Debemos recordar quiénes somos y dónde estamos, afirma Duğalova.
«Veo las marcas, las huellas que dejaron nuestros antepasados... Jambıl y Abaj son los más valorados. Esto lo sé, y sigo sus pasos». «El sonido de la dombra retumba, retumba. Hay vida en el espíritu eterno... como si hubiera llegado hasta nosotros transformándose en un canto místico».
«Izin körem» se presentó en la final nacional de Kazajistán Turkvizyon-2014 Astana-Kazan el 26 de octubre de 2014, donde obtuvo cincuenta de cincuenta votos posibles del jurado y el 30% de los votos por SMS. Zjanar Duğalova obtuvo así el derecho a representar al país en el concurso de canciones Turkvisión.
Desde la final nacional hasta el festival de la canción de Turkvisión de 2014 se realizaron modificaciones a la canción, siendo las más destacadas en los estribillos y en la parte final. Se eliminó un elemento original del coro y, en su lugar, la melodía termina con un solo del instrumento de cuerda tradicional dombra interpretado por Nurzjan Täzjikenov.
La actuación de Duğalova en la final del Festival de la Canción de Turkvisión obtuvo diez puntos de 17 de 24 jurados y logró una puntuación final de 225 de 240 posibles, la puntuación más alta alcanzada en la historia del concurso. Duğalova dedicó su victoria al presidente de Kazajstán de ese entonces, Nursultán Nazarbáyev.